# DJ 펌킨
DJ 펌킨(영어: DJ Pumkin, 본명: 김수혁, 1982년 ~ )은 대한민국의 힙합 DJ 겸 프로듀서이다. 소속사는 AOMG이며, 언노운디제이스 팀에서 활동하고 있다.